# Núi Nyiragongo
Núi Nyiragongo là một núi lửa dạng tầng đang hoạt động với độ cao 3.470 m  trong dãy núi Virunga gắn với khe nứt Albertine. Nó nằm bên trong vườn quốc gia Virunga, thuộc Cộng hòa Dân chủ Congo, cách thị trấn Goma và Hồ Kivu khoảng 12 km về phía bắc và ngay phía tây biên giới với Rwanda. Miệng núi lửa chính rộng khoảng hai km và thường chứa một hồ dung nham. Miệng núi lửa hiện có hai băng dung nham được làm lạnh riêng biệt bên trong các bức tường của miệng núi lửa - một ở khoảng 3.175 m và một thấp hơn ở khoảng 2.975 m. Hồ dung nham của Nyiragongo đã từng là hồ dung nham khổng lồ nhất được biết đến trong lịch sử gần đây.
Độ sâu của hồ dung nham thay đổi đáng kể.  Độ cao tối đa của hồ dung nham được ghi nhận là khoảng 3.250 m trước vụ phun trào tháng 1 năm 1977 - độ sâu của hồ khoảng 600 m. Sau vụ phun trào tháng 1 năm 2002, hồ dung nham được ghi nhận ở độ thấp khoảng 2.600 m, hoặc 900 m dưới vành. Độ cao đã dần dần tăng lên kể từ đó. Niyragongo và Nyamuragira gần đó cùng gây ra 40% các vụ phun trào núi lửa lịch sử của châu Phi.